# USS Drayton (DD-23)
USS Drayton (DD-23) – amerykański niszczyciel typu Paulding. Jego patronem był Percival Drayton.
Okręt zwodowano 22 sierpnia 1910 w stoczni Bath Iron Works w Bath (Maine), matką chrzestną była siostrzenica patrona okrętu. Jednostka weszła do służby w US Navy 29 października 1910, jej pierwszym dowódcą był Lieutenant Commander H. C. Dinger.
Do Key West dotarł 21 grudnia 1910, następnie pływał po wodach kubańskich i w pobliżu Wschodniego Wybrzeża USA w ramach ćwiczeń i manewrów. 9 kwietnia 1914 wypłynął z Key West by pełnić funkcję okrętu blokującego wybrzeże Meksyku i ratującego uchodźców. Do Nowego Jorku wrócił 1 czerwca, do Newport dotarł 1 sierpnia.
Okręt był w służbie w czasie I wojny światowej. Działał jako jednostka eskortowa na wodach amerykańskich i europejskich.
Wycofany ze służby 17 listopada 1919. 1 lipca 1933 przemianowany na DD-23 Sprzedany na złom 28 czerwca 1935.